# Hemidactylus foudaii
Hemidactylus foudaii este o specie de șopârle din genul Hemidactylus, familia Gekkonidae, descrisă de Baha El Din în anul 2003. A fost clasificată de IUCN ca specie cu risc scăzut.
Este endemică în Egipt. Conform Catalogue of Life specia Hemidactylus foudaii nu are subspecii cunoscute.